# Sclerocarpus divaricatus
Sclerocarpus divaricatus là một loài thực vật có hoa trong họ Cúc. Loài này được (Benth.) Benth. & Hook.f. ex Hemsl. miêu tả khoa học đầu tiên năm 1881.